# Harald Kidde

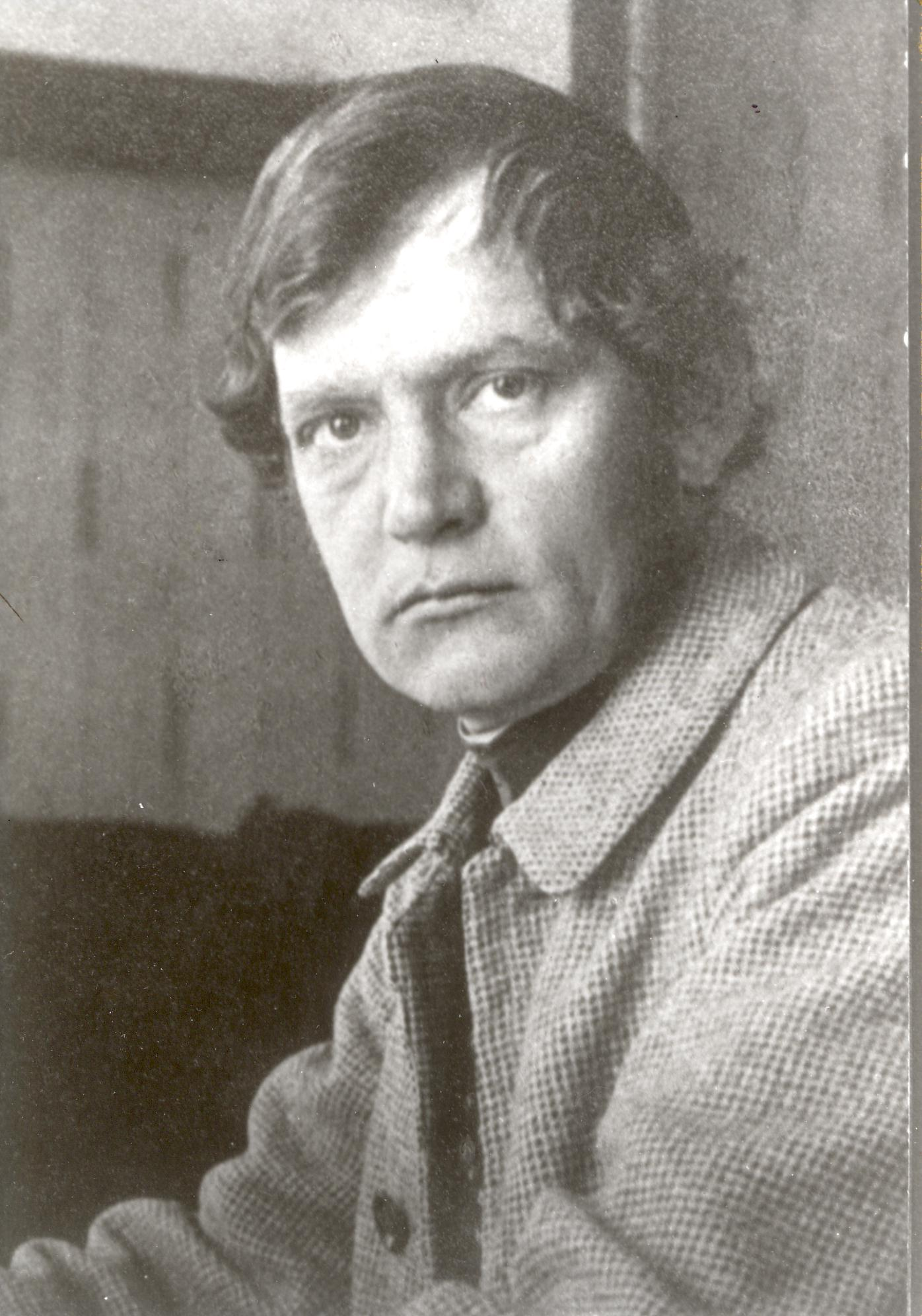
Harald Kidde

Harald Henrik Sager Kidde (* 14. August 1878 in Vejle auf Jütland, Dänemark; † 23. November 1918 in Kopenhagen) war ein dänischer Schriftsteller, dessen Roman Helten (dt. „Der Held“) am bekanntesten, dessen letzter Roman Jærnet (dt. „Das Eisen“) aber aus literaturwissenschaftlicher Sicht der bedeutendere ist.

## Leben
Harald Kidde wurde 1878 als Sohn eines Bezirksstraßeninspektors in Vejle geboren. Seine Schwester starb früh an Tuberkulose, sein jüngerer Bruder Aage Kidde wurde später ein konservativer Politiker. Er wuchs behütet in einem bildungsbürgerlichen Elternhaus auf, in dem Musik und Literatur allgegenwärtig waren, sodass er ganz darin aufging und den werdenden Dichter schon erahnen ließ. 1898 legte er in Vejle sein Abitur ab. Weil auch der Vater gestorben war, zogen die Mutter und die beiden Brüder im selben Jahr nach Kopenhagen. Hier studierte Harald Kidde Theologie und widmete sich nebenher dem Schreiben. Von dem Ziel, Theologe werden zu wollen, entfernte sich der von den kirchenkritischen Landsleuten Søren Kierkegaard und Jens Peter Jacobsen beeinflusste, und daher nicht dem lutherischen Dogmatismus folgende Student Kidde jedoch mehr und mehr. Seinen Zweifeln und Gewissensnöten nachgebend, brach er das Studium ab und suchte Abstand zu den Mitmenschen.
Er zog sich auf die kleine Insel Læsø im nördlichen Kattegat, wo seine Mutter herstammte, zurück und arbeitete im Haus eines Priesters. Hier fand er die Muße zum Schreiben. Die Veröffentlichung einer Prosaskizze über ein Mädchen, das sich aus Not einem reichen Mann hingibt, wurde ihm im Mai 1899 allerdings zum Verhängnis, denn eine harsche Zeitungskritik, in der ihm eine lockere Moral vorgeworfen wurde, führte zur Aufkündigung seiner Anstellung. Kidde fand eine neue Unterkunft bei einem seiner ehemaligen Schullehrer, der Pastor in der Heide Westjütlands geworden war, und setzte seine literarischen Tätigkeiten fort. Der Entschluss, das Schreiben zum Beruf werden zu lassen, hatte sich inzwischen verfestigt.
Nachdem insgesamt mehrere seiner Arbeiten in Zeitschriften abgedruckt worden waren, legte Kidde 1900 ein erstes Buch namens Sindbilleder vor, eine Sammlung von Kurzprosastücken im zeitgenössischen Stil, von ihm als „Parabeln“ bezeichnet. 1902 erschien der erste Teil seines vom eigenen Leben inspirierten Doppel-Romans Aage og Else, der Døden (dt. „Tod“) hieß. Der zweite Teil, der im folgenden Jahr herauskam, hieß entsprechend Livet (dt. „Leben“).
1906 verlobte sich Kidde mit der Schriftstellerin Astrid Ehrencron-Müller, die er 1904 bei einem Aufenthalt in der Schweiz kennengelernt hatte; im Jahr darauf heirateten sie. Das kinderlose Ehepaar lebte lange Zeit in Schweden, begünstigt durch das 1913 erhaltene prestigeträchtige Anckerske-Stipendium („Anckerske Legat“). Das Paar hielt sich vor allem in Värmland auf, wo die intensive Beschäftigung, die Materialsammlungen und Vorstudien beinhaltete, mit dem ambitionierten Stoff Jærnet (dt. „Das Eisen“) begann und bis 1918, als das Buch erschien, andauerte. Jærnet war als Einführung in ein großes Epos, einer Tetralogie, über die Industrialisierung Värmlands in den davor liegenden 100 Jahren gedacht. Es sollte mit „Guldet“ (dt. „Das Gold“), „Ilden“ (dt. „Das Feuer“) und „Ordet“ (dt. „Das Wort“) weitergehen. Das Konzept kam nicht zur Ausführung, es existieren auch keine Fragmente der Folgebände: Kurz nach dem Ende des Ersten Weltkrieges starben Harald Kidde und sein Bruder nur wenige Tage aufeinanderfolgend an der Spanischen Grippe. Jærnet war zu diesem Zeitpunkt gerade erst erschienen.

## Werk und Rezeption
Verkauft wurden Kiddes Bücher kaum – zu dieser Zeit hatte sein Werk den Ruf, seltsam anmutend und überaus ernst zu sein. Helten (dt. „Der Held“) von 1912 indes erreichte – wenngleich nach Anlaufschwierigkeiten – eine beachtliche Auflage und gilt heute vielerorts als sein Hauptwerk. Bernhard Glienke schrieb 1982 in seinem Aufsatz über die Dänische Literatur des 20. Jahrhunderts, dass Helten ein „Ideenroman“ sei. Der Schauplatz, die kleine Kattegatinsel Anholt, sei ein geschlossenes Gesellschaftssystem und in ihm wirke die Hauptfigur im Sinne Kierkegaards als „Wahrheitswerkzeug“. Die Einflussnahme auf die Bevölkerung beschrieben Hanne Marie und Werner Svendson in ihrer 1964 erschienenen Literaturgeschichte genauer. Sie bestehe aus christlich motiviertem Opferwillen und „selbstverleugnender Demut“ und führe zur Besserung der ihn umgebenden schroff und drohend auftretenden Menschen. Gero von Wilpert nennt in seinem Lexikon der Weltliteratur die beschriebenen Inselbewohner „zynisch und entgleist“, während der Protagonist wie ein „Glaubenszeuge“ das Heil auf die Insel bringe. Das Buch sei „ein desperater, aber ergreifender Versuch Kiddes, eine moderne Christusfigur zu zeichnen“. Helten habe die dänische Dichtergeneration nach dem Zweiten Weltkrieg stark beeinflusst, unter anderem Martin A. Hansen (Løgneren). Glienke resümierte, die „Einbeziehung der Neuromantik in den Neurealismus“ in Helten erkläre, warum er bereits 1940 wiederentdeckt worden sei.
Sowohl in von Wilperts als auch in Glienkes Darstellung findet Jærnet allerdings keine Erwähnung, obwohl der Roman aus heutiger Sicht wegweisend war, denn er führte eine literarische Collage- und Montagetechnik mit narrativen und dokumentarischen Elementen sowie mit Bewusstseinsstrom-Momenten ein, die einerseits die expressionistische Poesie und andererseits den essayistischen Roman vorwegnahm. Laut den Svendsons ist das Buch „die Wiedergabe einer ungeheuren Folge von Gedankenverbindungen“ seines Protagonisten, von „bewußten Wahrnehmungen und Gedanken, aber auch der Regungen seines Unterbewußtseins“.
Statt Jærnet wird oft Aage og Else Døden als weiteres wichtiges Werk angeführt. Meyers Enzyklopädische Lexikon bezeichnet es sodann auch neben Helten als Kiddes „Hauptwerk“. Von Wilpert stellt fest, dass Kidde hier „sein Hauptthema der Lebensangst und Todessehnsucht nach einem Volkslied“ behandelt. Hanne Marie und Werner Svendson kommentierten: „Die Vorliebe des Verfassers gilt offensichtlich dem jungen, noch im Pubertätsalter stehenden, in seiner Lebensscheu so schmerzlich kompromißlosen Helden, aber auch die Frau ist mit innigstem Verständnis gezeichnet.“
In verschiedenen Zusammenfassungen heißt es, in Kiddes Werken herrschten Melancholie (oder mit einem anderen Wort: Schwermut) Skepsis (beziehungsweise Gedankentiefe oder schlicht Grübelei) sowie Ideenbesessenheit. Ferner seien biblische und mythologische Motive beziehungsweise mystischer Pietismus vorzufinden. Die eigene Beeinflussung sei weltanschaulich durch Søren Kierkegaard erfolgt und stilistisch durch Jens Peter Jacobsen, Johannes Jørgensen, Henrik Ibsen und die dänische Romantik.
Trotz der bisweilen hervorgehobenen Bedeutung von Harald Kidde wird er in skandinavischen Literaturgeschichten in der Regel nicht berücksichtigt.

## Archiv
Im Stadtarchiv von Vejle gibt es ein umfangreiches Kidde-Archiv.

## Werke
Romane
- Aage og Else Døden, 1902.
- Aage og Else. Livet, 1902.
- De Blinde, 1906.
- Loven, 1908.
- Den Anden, 1909.
- De Salige, 1910.
- Helten, 1912. (Der Held. Roman, Safari-Verlag, Berlin, 1927.)
- Jærnet. Roman om Järnbärerland, 1918.

Novellen und andere Prosa
- Sindbilleder, 1900.
- Mennesker, 1901.
- Tilskueren, 1901, Harald Kidde, Menneskenes Søn.
- Luftslotte, 1904.(Luftschlösser, J. C. C. Bruns, Minden 1905.)
- Tilskueren, 1904, Harald Kidde, Smertens Vej.
- Tilskueren, 1905, Harald Kidde, Drømmerier.
- Aften, 1908. (Sonderausgabe von Ord och Bild, 17. Jahrgang, Nr. 5, gedruckt in Stockholm.)
- Mødet Nytårsnat. En Krønike fra Anholt, 1917.
- Vandringer, 1920.
- Dinkelsbühl, 1931.
- Under de Blomstrende Frugttræer, 1942.
- Parabler, 1948.
- Krageskrigene, 1953.